# Маслова Пристань
Ма́слова При́стань (рос. Маслова Пристань) — селище міського типу, у Шебекинському районі Бєлгородської області, Росія.
Населення селища становить 5 904 особи (2008; 5 597 в 2002).

## Географія
Селище розташоване на лівому березі Бєлгородського водосховища, збудованого на річці Сіверський Донець. Розвідані запаси нафти.

## Історія
Населений пункт Пристань відомий ще з початку XIV століття як стоянка скотарів. З моменту будівництва Бєлгородської оборонної лінії, поселення стає пристанню Пристань-на-Донці для кораблів, що пливли з Бєлгорода до Дону. В 1638 році поселення з навколишніми селами передане у володіння отаману Микулі Маслову (звідси й назва). В XIX столітті збудовано храм Архангела Михаїла. В кінці XIX століття через Маслову Пристань прокладена залізниця. У зв'язку з будівництвом Бєлгородського водосховища в 1979-81 роках, поселення трохи відступило від берега річки. В 1981 році почалась забудова нових мікрорайонів, в 1983 році збудовано завод залізобетонних виробів. 1984 року поселенню надано статус селища міського типу.

## Економіка
В селищі працюють цегляний, пивоварний та залізобетонних виробів заводи (найбільший у районі), одна з найбільших у Росії інкубаторних станцій, птахоферма, підприємство з виробництва полімерно-піщаної черепиці.

## Видатні місця
- Храм Архангела Михаїла (XIX століття, новий — 1998)
- Палац культури (2008)

## Відомі люди
- Маслов Микула Іванович — отаман, власник Салтовської та Конковської юрт Донецької волості
- Муханов Євграф Миколайович — штабс-капітан Фінляндського драгунського полку, прадід академіка Сахарова Андрія Дмитровича